# Article 43 de la Constitution de la Cinquième République française
Article 42 Article 44
L'article 43 de la Constitution de la Cinquième République française traite du rôle des commissions permanentes dans la procédure législative.

## Contenu de l'article
« Les projets et propositions de loi sont envoyés pour examen à l'une des commissions permanentes dont le nombre est limité à huit dans chaque assemblée.

À la demande du Gouvernement ou de l'assemblée qui en est saisie, les projets ou propositions de loi sont envoyés pour examen à une commission spécialement désignée à cet effet. »
— Article 43 de la Constitution du 4 octobre 1958
Cet article traite d'un sujet traditionnellement réservé au droit parlementaire dans la mesure où il s'agit de l'organisation du travail parlementaire. Le nombre des commissions parlementaires pouvait être très élevé avant 1958, au point que la structure des commissions tendait à reproduire celle des ministères. Le président de la commission, souvent en place depuis plus longtemps que le ministre, pouvait acquérir une autorité importante face à celui-ci.
La Constitution de 1958 a souhaité réduire le poids des commissions permanentes d'une part en réduisant leur nombre, ce qui en faisait des commissions beaucoup plus généralistes, d'autre part en prévoyant que les textes de loi seraient en principe renvoyés non pas aux commissions permanentes, mais à des commissions temporaires, constituées pour l'examen de ce texte et disparaissant ensuite. Toutefois, la pratique a rapidement consacré le renvoi à des commissions permanentes comme étant la règle et la création des commissions spéciales comme étant l'exception. En effet, les commissions permanentes ont tout de même acquis une influence sensible sur la procédure parlementaire et ont peu souhaité se départir d'une partie de leurs compétences au profit de commissions ad hoc, tandis que le gouvernement a aussi trouvé un intérêt à avoir un interlocuteur identifié et permanent au travers des commissions permanentes. La révision constitutionnelle de 2008 a tiré toutes les conséquences de cette réalité en consacrant explicitement le fait qu'une commission spéciale est l'exception. En tout, près de 80 commissions spéciales ont été nommées depuis 1958 pour plus de 5 000 lois votées.

## Historique
Le texte de cet article a été modifié par la loi constitutionnelle du 23 juillet 2008, la nouvelle rédaction étant entrée en vigueur le 1er mars 2009.
Le texte précédent était le suivant :
« Les projets et propositions de loi sont, à la demande du Gouvernement ou de l'assemblée qui en est saisie, envoyés pour examen à des commissions spécialement désignées à cet effet.

Les projets et propositions pour lesquels une telle demande n'a pas été faite sont envoyés à l'une des commissions permanentes dont le nombre est limité à six dans chaque assemblée. »
— Article 43 de la Constitution du 4 octobre 1958
La principale évolution est que le nombre maximal des commissions permanentes est fixé à huit et non plus six. Chacune des deux assemblées peut choisir d'augmenter ou pas, dans cette limite, le nombre de ses commissions permanentes. L'Assemblée nationale a utilisé cette possibilité en créant deux nouvelles commissions permanentes, tandis que le Sénat, dont le nombre des membres est moins élevé, s'est limité aux six commissions qu'il comportait déjà, avant d'en créer une septième en 2011. Des critiques ont été apportées sur le caractère toujours contraignant de ce plafond. En effet, l'ancienne limite à six commissions a débouché sur la création de commissions très généralistes mais aussi à la charge de travail inégalement répartie entre des commissions aux compétences très larges et d'autres aux compétences plus restreintes. Des auteurs ont pu suggérer d'augmenter ce plafond, dès lors que les assemblées sont libres de ne pas l'atteindre. Le comité de réflexion et de proposition sur la modernisation et le rééquilibrage des institutions, à l'origine de la réforme constitutionnelle, souhaitait un plafond de dix commissions permanentes.
D'autre part, la nouvelle rédaction prend acte de la pratique habituellement constatée depuis 1958, selon laquelle le renvoi à l'une des commissions permanentes est devenu l'usage courant. 
Il convient de distinguer ces commissions, dont la mission première est l'examen des lois nationales, de la commission des affaires européennes qui a été institutionnalisée par la même révision constitutionnelle à l'article 88-4.